# エドワード・チャールズ・キルビー
エドワード・チャールズ・キルビー（Edward Charles Kirby, 生年不詳 - 1883年）は、幕末から明治の日本で活動したイギリス出身の実業家。神戸における近代造船業の祖。

## 経歴
キルビーの生い立ちについては不明な点が多いが、イギリスのストーアブリッジに生まれ、幼くして孤児となったといわれている。オーストラリア、中国を経て1865年に日本に移住。はじめ横浜居留地で貿易業を営んだがうまくいかず、1868年、設置直後の神戸外国人居留地・川口居留地で貿易会社キルビー商会を設立した。キルビーは造船業に着目し、1869年にイギリス人2名と共同出資して小野浜鉄工所を設立したが経営に失敗。雑貨輸入業を営んだ後、1878年に単独で小野浜造船所を設立した。1882年には日本初の鉄製蒸気船「第一太湖丸」の建造に成功し、さらに軍艦大和の建造に着手したが資金繰りに行き詰まり、ピストルによる自殺を遂げた。